# Parafia św. Józefa (kościelna) na Dominice
Parafia świętego Józefa w Saint Joseph (ang. Saint Joseph Parish) – jedna z  parafii w Saint Joseph, diecezji Roseau, we Wspólnocie Dominiki.
Graniczy z parafiami: św. Piotra od północy, św. Andrzeja od północnego wschodu, św. Dawida od wschodu oraz św. Pawła od południa.